# Grande Albanie

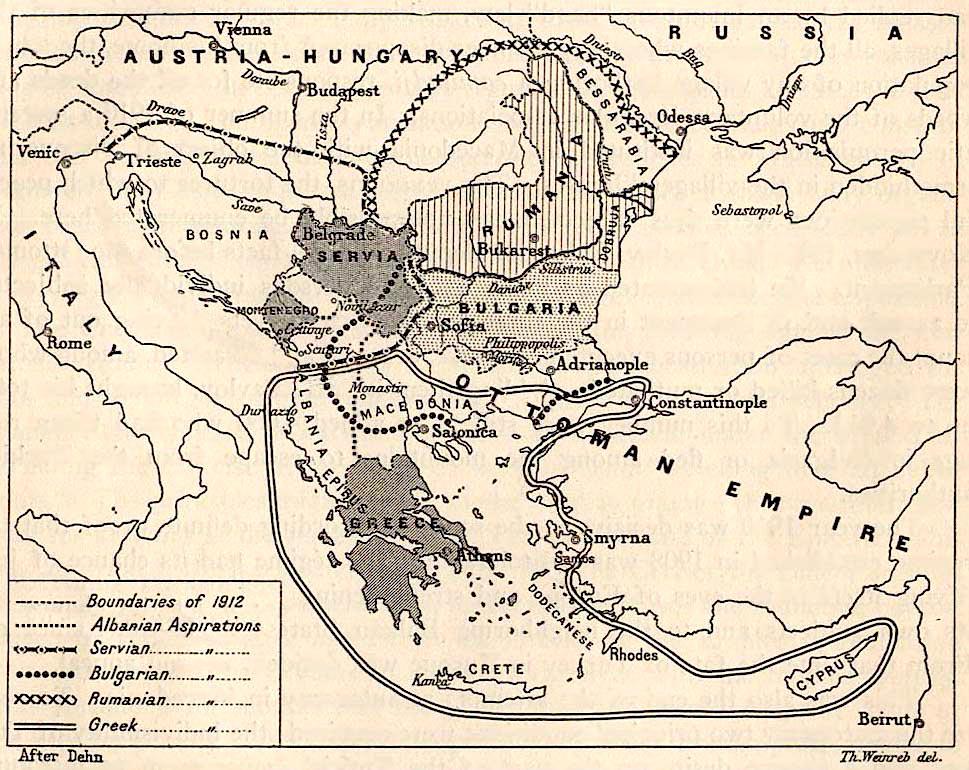
Les aspirations irrédentistes dans les Balkans en 1912, dont celles de l'Albanie.

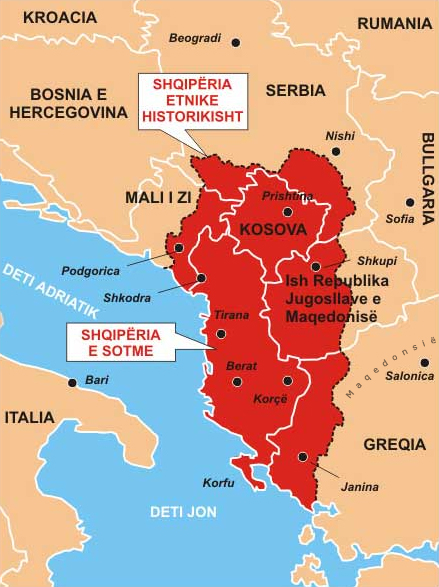
Carte d'une Grande Albanie

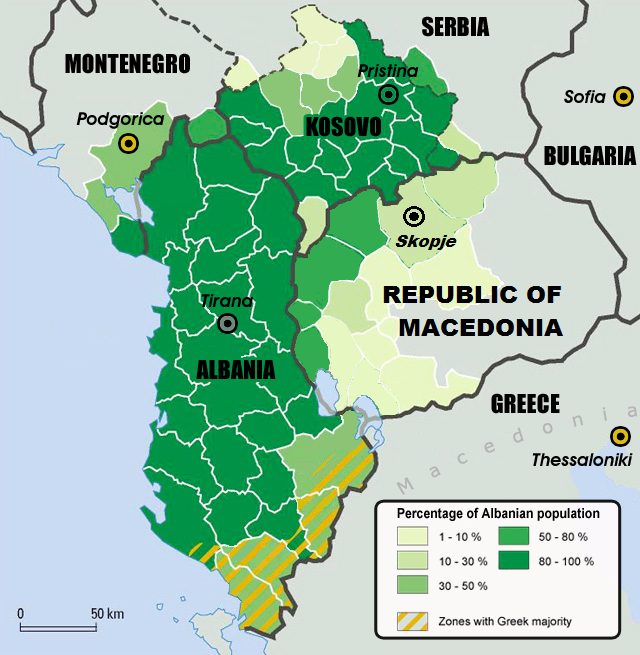
Carte de la population albanaise.

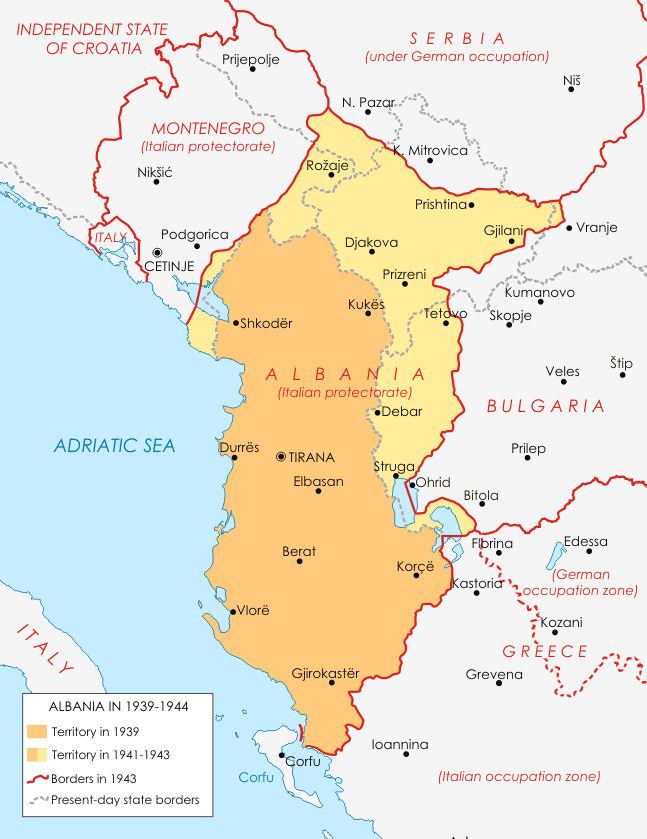
L'Albanie lors de la Seconde Guerre mondiale en 1941, à la suite du découpage ethnique fait par l'Allemagne et l'Italie.

Le terme de Grande Albanie ou d'Albanie ethnique est une référence à un territoire rassemblant l'ensemble des régions considérées par ses partisans comme albanaises, sur des critères linguistiques et historiques,  Ce territoire s'étend donc en dehors des frontières actuelles de la république d'Albanie, et se heurte aux aspirations irrédentistes des pays voisins (Serbie, Grèce, Bulgarie).
Les territoires revendiqués furent attribués aux pays voisins pendant la période des guerres balkaniques, au moment de l'indépendance du pays (1912), à la suite de la conférence de Londres.
La superficie de la grande Albanie serait d'environ 70 500 kilomètres carrés, dont 28 748 Kilomètres carrés pour l'actuelle Albanie.

## Territoires
Les limites exactes diffèrent selon les versions. Le territoire revendiqué inclut (en totalité ou en partie) :
- la municipalité d'Ulcinj au Monténégro ;
- Yégounovtsé, Mavrovo et Rostoucha, Téartsé, Tetovë, Vraptchichté, Zelenikovo, Kumanovë, Bitola (Manastir en albanais), la « partie albanaise » de Skopje ainsi que toutes les municipalités limitrophes de l'Albanie en Macédoine du Nord ;
- la partie grecque de la Chamerie (appelées Çamëria en albanais), une région de l'Épire.